# Suzetrigina
A suzetrigina, vendida sob a marca Journavx, é um analgésico não opioide. É usado para o tratamento de dores moderadas a intensas de curta duração. Acredita-se que evita as preocupações viciantes dos opioides. É administrado pela via oral.
Efeitos colaterais comuns incluem coceira, espasmos musculares, aumento da concentração de creatina quinase no sangue e erupções na pele. Não deve ser usado por pessoas com problemas hepáticos significativos. Não deve ser usado com toranja ou inibidores fortes do CYP3A. Também pode afetar o funcionamento de contraceptivos hormonais. Funciona alterando a via de sinalização da dor envolvendo canais de sódio no sistema nervoso periférico.
A suzetrigina foi aprovada para uso médico nos Estados Unidos em 2025. O valor de venda proposto para 2025 é de 15,50 USD por dose, a qual deve ser administrada duas vezes por dia. Foi desenvolvido pela Vertex Pharmaceuticals.